# Liga Nacional de Fútbol de India
La Liga Nacional de Fútbol de India fue un torneo de fútbol a nivel de clubes organizado por la All India Football Federation, conocida por ser la primera liga de fútbol de la India de escala nacional. Los equipos participantes podían participar en la Copa Federación de la India y la Copa Durand, y el campeón obtenía la clasificación a la Supercopa de India.

## Historia
La liga fue creada en 1996 por la All India Football Federation con el fin de desarrollar el fútbol en el país. El primer campeón de liga fue el JCT FC en la temporada de 1996/97 y el primer campeón de goleo fue el internacional hindú Bhaichung Bhutia con 14 goles.
En 1997 la All India Football Federation crearía la segunda división, y en 2001 la liga de categoría sub-19.
En 2006 la All India Football Federation crea la tercera división, la cual fue diseñada como liga de clasificación para la segunda división. Al terminar la temporada 2006/07 la All India Football Federation anunció la desaparición de la liga para ser reemplazada por la I-League en la temporada 2007/08, siendo el Dempo SC el último campeón de la liga.

## Patrocinio
| Periodo   | Patrocinador                                                                       | Torneo                                                         |
| --------- | ---------------------------------------------------------------------------------- | -------------------------------------------------------------- |
| 1996–1998 | Philips                                                                            | Philips National Football League                               |
| 1998–2001 | The Coca-Cola Company                                                              | Coca-Cola National Football League                             |
| 2001–2002 | Tata Group                                                                         | Tata National Football League                                  |
| 2002–2003 | ONGC, BPCL, HPCL, IOC, GAIL, IBP, Cochin Refineries Ltd. y Chennai Refineries Ltd. | Oil PSU National Football League                               |
| 2003–2004 | The Coca-Cola Company                                                              | Coca-Cola National Football League                             |
| 2004–2007 | ONGC                                                                               | ONGC National Football League (2004–2005) ONGC Cup (2005–2007) |

## Lista de Campeones
| Temporada | Campeón (títulos) | Subcampeón         | Tercer Lugar       | Goleador(es)                             | Goles |
| --------- | ----------------- | ------------------ | ------------------ | ---------------------------------------- | ----- |
| 1996–97   | JCT               | Churchill Brothers | East Bengal        | Bhaichung Bhutia (JCT)                   | 14    |
| 1997–98   | Mohun Bagan       | East Bengal        | Salgaocar          | Raman Vijayan (Kochin)                   | 10    |
| 1998–99   | Salgaocar         | East Bengal        | Churchill Brothers | Philip Mensah (Churchill Brothers)       | 11    |
| 1999–00   | Mohun Bagan (2)   | Churchill Brothers | Salgaocar          | Igor Shkvyrin (Mohun Bagan)              | 11    |
| 2000–01   | East Bengal       | Mohun Bagan        | Churchill Brothers | José Ramirez Barreto (Mohun Bagan)       | 14    |
| 2001–02   | Mohun Bagan (3)   | Churchill Brothers | Vasco              | Yusif Yakubu (Churchill Brothers)        | 18    |
| 2002–03   | East Bengal (2)   | Salgaocar          | Vasco              | Yusif Yakubu (Churchill Brothers)        | 21    |
| 2003–04   | East Bengal (3)   | Dempo              | Mahindra United    | Cristiano Júnior (East Bengal)           | 15    |
| 2004–05   | Dempo             | Sporting Goa       | East Bengal        | Dudu Omagbemi (Sporting Goa)             | 21    |
| 2005–06   | Mahindra United   | East Bengal        | Mohun Bagan        | Ranti Martins (Dempo)                    | 13    |
| 2006–07   | Dempo (2)         | JCT                | Mahindra United    | Odafa Onyeka Okolie (Churchill Brothers) | 18    |

## Participantes
Lista de los equipos que llegaron a jugar en al menos una temporada en la liga:
- Air India
- Border Security Force
- Churchill Brothers
- Dempo
- East Bengal
- Fransa-Pax
- Hindustan Aeronautics Limited
- Indian Bank
- Indian Telephone Industries
- JCT
- Kerala Police
- Kochin
- Mahindra United
- Mohammedan
- Mohun Bagan
- Punjab Police
- Salgaocar
- Sporting Goa
- State Bank of Travancore
- Tollygunge Agragami
- Vasco